# Buchholz (Steinhöfel)
Buchholz ist ein Ortsteil der Gemeinde Steinhöfel im Landkreis Oder-Spree im Land Brandenburg.

## Geographische Lage
Der Ortsteil liegt nordwestlich des Gemeindezentrums. Nordwestlich befindet sich der Ortsteil Gölsdorf. Es folgen im Uhrzeigersinn die Steinhöfeler Ortsteile Tempelberg, das Gemeindezentrum, Neuendorf im Sande und Beerfelde. Der überwiegende Teil der Gemarkung wird landwirtschaftlich genutzt. Im Nordwesten ist ein Teil bewaldet.

## Geschichte
Heinrich I. schenkte 1224 den Zisterzienserklöstern Leubus (Mönche) und Trzebnica (Trebnitz)(Nonnen) 400 Hufen im Lebuser Land westlich der Oder, um sein Territorium zu erweitern. Die Trebnitzer Nonnen gründeten vier Dörfer, darunter auch Bocholt mit 50 Hufen – die erste urkundliche Erwähnung des Ortes war 1244. Die Zisterzienser lassen sich ihre Dörfer durch den Erzbischof Wilbrand von Magdeburg bestätigen, gleichzeitig stellt er die Dörfer unter seinen Schutz.
Aus dem Jahr 1373 ist ein Rittergut des Tile von Ihlow bekannt, das er bis 1415 besaß. In dieser Zeit müssen Handwerker eine Feldsteinkirche errichtet haben – die genaue Bauzeit ist bislang nicht bekannt. Das Brandenburgische Landesamt für Denkmalpflege und Archäologisches Landesmuseum (BLDAM) äußert sich hier nur sehr vage und spricht von einem Bau „vor 1600“. 1598 waren die Bauern verpflichtet Hand- und Spanndienste gegenüber dem Amtsvorwerk in Fürstenwalde/Spree zu leisten. In der ersten Hälfte des 18. Jahrhunderts wurde die Kirche erneuert und erhielt einen Putz. Friedrich II. betrieb auch in Buchholz seine Siedlungspolitik und sorgte dafür, dass sich 1748 fünf Büdner durch das Amt Fürstenwalde auf dem Dorfanger angesiedelt wurden. Am 24. Juni 1756 kam es zu einem Brand im Dorf, bei dem das Pfarrhaus bis auf die Grundmauern niederbrannte und sogleich wiederaufgebaut wurde. 1819 wurden die Bauern von den Hand- und Spanndiensten befreit. Der Ort erlebte einen bescheidenen Aufschwung. So sind auf dem Jahr 1867 insgesamt 333 Einwohner überliefert. Die Bevölkerungsanzahl stieg weiter an. 1895 erweiterten Handwerker die Kirche mit Mauersteinen um einen Westturm. 1909 gründete sich im Ort eine Freiwillige Feuerwehr.
Im Ersten Weltkrieg starben sieben junge Menschen, die aus Buchholz stammten. Für eine kurze Zeit hielten sich Flüchtlinge aus Ostpreußen im Dorf auf.
Nach dem Ende des Zweiten Weltkrieges wurden durch die russische Kommandantur nacheinander Waldemar Gottwald, Paul Finger und Georg Hunger und Walter Thiele als Bürgermeister bis 1951 im Ort eingesetzt. 1946 werden zwei Buchholzer als Kriegsverbrecher bzw. Naziaktivisten eingestuft und enteignet. Durch die Bodenreform wird das Land an Siedler aufgeteilt.
Im Jahr 1953 verließen 8 Bauernfamilien den Ort, ihre Höfe werden herrenlos und zum Örtlichen Landwirtschaftsbetrieb (ÖLB) zusammengeschlossen. Am 2. April 1953 wurde die LPG "Wohlstand" gegründet. 1955 Zusammenschluss von LPG "Wohlstand" und ÖLB.
1954 gründet sich eine Kindertagesstätte. Die LPG errichtet in den Jahren 1957 und 1958 ein Wasserwerk für die Gemeinde. 1960 Gründung der LPG Typ 1 "Neue Zeit", 1967 erfolgt der Zusammenschluss beider LPGen zur LPG Typ 3 "Wohlstand". 1962 wurde der erste Sportverein ins Leben gerufen. Es wurde die BSG Traktor Arensdorf–Buchholz (Fußball) gegründet. 1963 wurde die Straßenverbindung nach Fürstenwalde erneuert und der Öffentlichkeit übergeben. 1968 schloss die Dorfschmiede und im Gebäude ließ sich ein Konsum nieder. 1976 schloss die dreiklassige Dorfschule. Die Schüler mussten nun von der 1. Klasse an mit dem Bus nach Fürstenwalde zur Schule fahren. Es erfolgte ein Umbau der Schule zur Gemeindeschwesternstation und zum Wohnhaus. Der Arzt kam wöchentlich zur Sprechstunde. Im Jahr der Wende feierte die Freiwillige Feuerwehr 1989 ihr 80-jähriges Jubiläum.
1992 bildete sich das Amt Steinhöfel/Heinersdorf, dem auch Buchholz als Teil des Kreises Fürstenwalde zugewiesen wurde. 1993 sanierte die Gemeinde den Jugendclub durch Fördermittel. Beim Regionalwettbewerb „Unser Dorf soll schöner werden – unser Dorf hat Zukunft“ belegte Buchholz 1993 den 1. Platz. 1994 feierte Buchholz sein 750-jähriges Bestehen. 2003 wurde Buchholz wird Gesetz der Gemeinde Steinhöfel zugeordnet. 2009 feierte die Freiwillige Feuerwehr ihr 100-jähriges Bestehen. 2018/2019 erfolgte der Bau eines neuen Feuerwehrhauses. 2019 feierte die Buchholzer Feuerwehr ihr 110-jähriges Bestehen und das Dorf 775 Jahre erste urkundliche Erwähnung. Die Gemeinde Steinhöfel, zu der auch Buchholz gehört, tritt dem Amt Odervorland bei.

## Sehenswürdigkeiten und Kultur
- Die Dorfkirche Buchholz ist eine mittelalterliche Feldsteinkirche. Im Innern steht unter anderem eine barocke Kanzel aus dem Anfang des 18. Jahrhunderts.
- Der Verein landkunstleben bestellt mit Hilfe von Freiwilligen einen zwei Hektar großen ökologischen Garten in der ehemaligen Schlossgärtnerei Steinhöfel.
- Buchholz war Sieger im Regionalwettbewerb Unser Dorf soll schöner werden.

## Wirtschaft und Infrastruktur

### Wirtschaft
Im Ort sind neben einem Handwerksbetrieb insbesondere landwirtschaftliche Betriebe aktiv. Einer dieser Betriebe bietet mit einer Milchtankstelle die Möglichkeit, 24h lang frische Milch (Rohmilch) an einem Automaten zu erwerben.

### Verkehr
Die Steinhöfeler Straße verbindet den Ort mit Gölsdorf im Norden sowie Steinhöfel im Südosten. In der Mitte des Dorfes verbindet der Angerweg die Steinhöfeler Straße mit der Buchholzer Dorfstraße. Am Ende des ehemaligen Dorfangers zweigt die Fürstenwalder Allee nach Südwesten ab. Die Buslinien 432 und 433 des Busverkehrs Oder-Spree stellen eine Verbindung zu Fürstenwalde/Spree her und Arensdorf.